# Плиткото езеро
Плиткото езеро е ледниково езеро в югозападната част на Рила.
Разположено е на около 2 km югоизточно от връх Езерник. Бреговата му линия е слаборазвита. Подхранва се от един приток, а от него изтича река Добърска, десен приток на Драглишка река.